# Mickaël Piétrus
Mickaël Piétrus (født 7. februar 1982 i Les Abymes, Guadeloupe) er en fransk basketballspiller, der spiller som forward/guard i NBA-klubben Orlando Magic. Han kom til klubben fra i 2008 fra Golden State Warriors, som han spillede for fra kom ind i ligaen i 2003.